# Гандельсман, Владимир Аркадьевич
Владимир Аркадьевич Гандельсман (в советском паспорте - Владимир Аркадьевич Мишин, род. 12 ноября 1948, Ленинград) — русский поэт и переводчик.

## Биография
Родился в Ленинграде, в семье был младшим из троих детей. Отец — капитан первого ранга Аркадий Мануилович Гандельсман (1910—1991), родом из Сновска, мать — Рива Давидовна Гайцхоки (1913—1998), родом из Невеля.
Закончил Ленинградский электротехнический институт. Работал инженером, сторожем, кочегаром, гидом, грузчиком в салоне красоты на Невском.
С 1990 года в США, преподавал в Вассарском колледже русский язык; продолжает заниматься преподаванием русского и литературы.
Публикует стихи с 1990 года. Наследуя в целом постакмеистической линии русского стиха, Гандельсман эффектно вводит в ткань стиха элементы авангардной поэтики (фрагменты потока сознания и разговорной речи, передачу голоса в лирическом стихотворении от одного персонажа к другому, разноударную рифму). Особенно удаются Гандельсману основанные на детских воспоминаниях, но совершенно свободные от сентиментальности описания советской повседневности 1950—1960-х годов, а также стихи, центральным мотивом которых выступает восстановление образов умерших близких.
Владимиру Гандельсману принадлежит ряд переводов современной американской поэзии, в том числе «Охота на Снарка» Льюиса Кэрролла, стихи Эмили Дикинсон, У. Х. Одена, Уоллеса Стивенса, Джеймса Меррилла, Имона Греннана, Энтони Хекта, Луизы Глюк, Глина Максвелла и других, а также книги переводов Томаса Венцловы «Гранёный воздух» и «Искатель камней» . В 2010 году в Москве в «Новом издательстве» вышел перевод трагедии Шекспира «Макбет» (переиздано в 2016 году в Москве в издательстве «Водолей»).
Иосиф Бродский в письме, адресованном В. Гандельсману и опубликованном в журнале «Континент», № 66, писал: «Стихи поражают интенсивностью душевной энергии», «ошеломляют буквальностью чувств, голой своей метафизичностью, отсутствием слезы», (в них есть) «любовь любви, любовь к любви — самая большая новация в русском стихе, в этом веке запечатленная».
Лауреат премии «Liberty» 2008 года. Лауреат «Русской премии» 2008 года. В 2011 году за книгу «Ода одуванчику» удостоен премии «Московский счёт». Лауреат премии «Anthologia» 2012 года.
В ноябре 2016 года Владимир Гандельсман стал участником нью-йоркских «Русских сезонов в музее Николая Рериха».

## Семья
- Двоюродные братья — Александр Борисович Журбин, композитор; Юрий Борисович Гандельсман, альтист, музыкальный педагог.
- Троюродный брат — Виктор Александрович Левтов, физиолог и гематолог.

## Труды
- Шум земли. — Тинафлай: Эрмитаж, 1991.
- «Там на Неве дом…»: Роман в стихах. — Тинафлай: Эрмитаж, 1991; СПб.: Пушкинский фонд, 1995.
- Вечерней почтой. — М.—СПб.: Феникс; Atheneum, 1995.
- Долгота дня. — СПб.: Пушкинский фонд, 1998.
- Цапля. — Париж—М.—Нью-Йорк: Третья волна, 1999.
- Эдип. — СПб.: Абель, 1998.
- Тихое пальто. — СПб.: Пушкинский фонд, 2000.
- Новые рифмы. — СПб.: Пушкинский фонд, 2003.
- Школьный вальс. — СПб.: Пушкинский фонд, 2004.
- Обратная лодка. — СПб.: Петербург — XXI век, 2005.
- Портретная галерея. — СПб.: Пушкинский фонд, 2008.
- Исчезновение. — СПб.: Пушкинский фонд, 2008.
- Каменный остров. — Нью-Йорк, 2009.
- Ладейный эндшпиль. — СПб.: Пушкинский фонд, 2010 ()
- Ода одуванчику. — М.: Русский Гулливер, 2010.
- Читающий расписание (Жизнь собственного сочинения). СПб.: Пушкинский фонд, 2012
- Видение. СПб.: Пушкинский фонд, 2012 ()
- Аркадия. СПб.: Пушкинский фонд, 2014
- Грифцов. М.: Воймега, 2014
- Разум слов. М.: Время, 2015
- Смерть языка. СПб.: Порядок слов, 20. — 48 с., ил. ISBN 978–5–6047395–5–6